# Eremochelis oregonensis
Eremochelis oregonensis är en spindeldjursart som beskrevs av Brookhart och Cushing 2005. Eremochelis oregonensis ingår i släktet Eremochelis och familjen Eremobatidae. Inga underarter finns listade i Catalogue of Life.